# Boris Yotov
Boris Yotov, född 25 februari 1996, är en azerisk roddare.
Yotov tävlade för Azerbajdzjan vid olympiska sommarspelen 2016 i Rio de Janeiro, där han tillsammans med Aleksandar Aleksandrov slutade på 12:e plats i dubbelsculler.